# Ancistrocerus lineaticollis
Ancistrocerus lineaticollis är en stekelart som beskrevs av Cameron 1910. Ancistrocerus lineaticollis ingår i släktet murargetingar, och familjen Eumenidae.

## Underarter
Arten delas in i följande underarter:
- A. l. stevensoni
- A. l. rufopictus